# RNIL 7
De RNIL 7 is een route nationale d'intérêt local in het Franse departement Essonne ten oosten van Parijs. De weg loopt van Luchthaven Orly via Savigny-sur-Orge, Évry en Corbeil-Essonnes naar de grens met Seine-et-Marne. In Seine-et-Marne loopt de weg als D607 verder naar Fontainebleau en Lyon.

## Geschiedenis
Oorspronkelijk was de RNIL 7 onderdeel van de N7. In 2006 werd de weg overgedragen aan het departement Essonne, omdat de weg geen belang meer had voor het doorgaande verkeer. Essonne weigert echter om de weg een nieuw nummer te geven, waardoor de weg nog steeds als route nationale wordt aangegeven.